# Konrad Golz
Konrad Golz (* 27. Februar 1936 in Wilkau-Haßlau; † 2014) war ein deutscher Grafiker und Kinderbuchillustrator.

## Leben und Werk
Golz absolvierte eine Lehre zum Dekorationsmaler und studierte dann an der Hochschule für Bildende Künste Dresden und der Kunsthochschule Berlin-Weißensee. Danach arbeitete er freischaffend in Zühlsdorf vor allem als Illustrator und Gestalter von Kinderbüchern und Schulbüchern, darunter Meine Fibel. Illustrationen schuf er u. a. auch für die Kinderzeitschriften Bummi, FRÖSI und ABC-Zeitung.
Golz gehörte zu den produktivsten Kinderbuch-Illustratoren der DDR. Er war bis 1990 Mitglied des Verbands Bildender Künstler der DDR.
Auch nach der deutschen Wiedervereinigung war Golz als Illustrator erfolgreich.

## Von Golz illustrierte Bücher (unvollständig)
- Doris Pollatschek: Immer ich. Der Kinderbuchverlag Berlin, 1966.
- Carlos Rasch: Mobbi Weißbauch. Der Kinderbuchverlag, 1967
- Erich Weinert: Die Miezi sagt zur Maus. Ein Bilderbuch mit Versen. Der Kinderbuchverlag, 1968
- Lilo Hardel: Die lustige Susanne. Der Kinderbuchverlag, 1968
- Hiltrud Lind: Polys bunte Siebensachen. Verlag Junge Welt, Berlin, 1970
- Hannes Hüttner: Pommelpütz. Der Kinderbuchverlag, 1971
- Gerda Rottschalk: Der Panzerkommandant. Der Kinderbuchverlag, 1974
- Günter Görlich: Vater ist mein bester Freund. Der Kinderbuchverlag, 1975
- Karl-Heinz Räppel: Der Weg zu Kolja. Der Kinderbuchverlag, 1975.
- Gottfried Herold: Der Silvesterhund, Der Kinderbuchverlag, 1975
- Günter Hesse: Bohrmeister Benno. Der Kinderbuchverlag, 1976
- Katrin Pieper: Schuleule Paula. Der Kinderbuchverlag, 1976
- Christamaria Fiedler: Die Weihnachtsmannfalle. Verlag Neue Musik Berlin, 1976
- Karl-Heinz Räppel: Wer kennt Weigeler? Der Kinderbuchverlag, 1978.
- Claus und Wera Küchenmeister: Wenn ich will, bin ich ein Hase, Der Kinderbuchverlag, 1981
- Helga und Hansgeorg Meyer: Strassen, Plätze, Große Namen. Der Kinderbuchverlag, 1983
- Thomas Nicolaou: Die Schwanenfeder. Der Kinderbuchverlag, 1984
- Dietmar Beetz: Familien-Theater. Der Kinderbuchverlag, 1984
- Manfred Hinrich: Dalli und Dombo. Geschichten und Lieder für Kinder. Verlag Neue Musik, 1985
- Konrad Potthoff: Felix und Amanda. Der Kinderbuchverlag, 1985
- Jurij Koch (Nacherzählung): Die zwölf Brüder – Ein sorbisches Märchen. VEB Domowina-Verlag Bautzen, 1986
- Sabine Kebir: Wie ein kleines Eselkind. Der Kinderbuchverlag, 1986
- Günter Görlich: Der unbekannte Großvater. Der Kinderbuchverlag, 1987
- Carola Nicolaou: Ein Fuchs im Hochhaus. Der Kinderbuchverlag, 1988
- Brigitte Birnbaum: Das Siebentagebuch. Der Kinderbuchverlag, 1989
- Katrin Pieper: Linas Geschichten. Der Kinderbuchverlag, 1989
- Ursula Werner-Böhnke: Zwei Schneewittchen und viele Zwerge, Verlag Junge Welt, Berlin, 1989
- Rosemarie Hottenrott: Im Märchenwald ist heut Konzert. Eine Fernsehgeschichte für Kinder. Verlag Neue Musik, 1990
- Margret Iversen: Was Vera alles werden will. Carlsen, 1993
- Gottfried Herold: Oma Zippels Zoo. LeiV Buchhandels- und Verlagsanstalt Leipzig 1994
- Gottfried Herold: Die Glücksmaus. LeiV Buchhandels- und Verlagsanstalt Leipzig 1995
- Michaela Rehor: Mein sorbisches Bildwörterbuch. Domowina-Verlag GmbH, 1999
- Karin Pfeiffer: Werkstatt Geschichte, Die alten Griechen. Stolz Verlags GmbH, 2000
- Gottfried Herold: Komm, wir wolln im Regen gehen. Kinderbuch-Verlag, Berlin, 2000
- Albert Wendt: Der Stolperhahn. LeiV Buchhandels- und Verlagsanstalt, 2006

## Ausstellungen (unvollständig)

### Einzelausstellungen
- 1978: Leipzig, Galerie der Georg-Maurer-Bibliothek (Illustrationen, Grafik)

### Teilnahme an zentralen und wichtigen regionalen Ausstellungen in der DDR
- 1976, 1979, 1982 und 1986: Berlin, Bezirkskunstausstellungen
- 1987/1988: Dresden, X. Kunstausstellung der DDR